# اچ‌ام‌اس فینکس (۱۸۹۵)
اچ‌ام‌اس فینکس (۱۸۹۵) (به انگلیسی: HMS Phoenix (1895)) یک کشتی بود که طول آن ۱۸۵ فوت (۵۶ متر) بود. این کشتی در سال ۱۸۹۵ ساخته شد.